# ヴェルナー・ホルツヴァルト
ヴェルナー・ホルツヴァルト（Werner Holzwarth、1947年 - ）は、ドイツの絵本作家である。

## 略歴
1947年、ドイツのシュトゥットガルトのヴィンネンデンに生まれる。地元の学校に通い、その後ベルリン芸術大学で学んだ。
1973年からコピーライターとして働き、その後クリエイティブグループのトップとしてBBDO、オグルヴィ・アンド・メイザー、McCann-Ericksonなどの広告代理店で働いた。1980年から1982年まで南アメリカでフリージャーナリストとして活動。その後ドイツへ帰国し、改めてクリエイティブディレクターとしてTBWAやオグルヴィ・アンド・メイザーなどの広告代理店で働いた。
1989年、絵本『うんちしたのはだれよ!』を発表。
1995年から2012年までヴァイマルのバウハウス大学にビジュアルコミュニケーションの教授として在籍。2012年の4月から、テュービンゲンで主に児童向けの絵本作家として活動している。

## 代表作
- 『うんちしたのはだれよ!（原題：Vom kleinen Maulwurf, der wissen wollte, wer ihm auf den Kopf gemacht hat）』（関口裕昭訳、 偕成社、1993年11月）ISBN 978-4039611307